# Olmediella betschleriana
Olmediella betschleriana es una especie de planta que se considera sensible al disturbio en virtud de que requiere una cubierta forestal previa para el éxito en su establecimiento y desarrollo. Pertenece a la familia Salicaceae, algunos de sus nombres comunes son: capelcoy (popoluca), huececilla, zapote blanco. Tiene uso ornamental.

## Clasificación y descripción
Arbustos o árboles de 30 m de altura. Hojas alternas, simples, oblongas a elíptico-oblongas, de 8-15 cm de largo, 3.5-6 cm de ancho, el ápice acuminado, la base cuneada a redonda, con un par de glándulas por encima del sitio de inserción del pecíolo, coriáceas, verde-amarillentas en seco, el margen con una orilla cartilaginosa, casi entero a fuertemente espinoso-dentado, penninervadas, el pecíolo de 6-10 mm de largo, las estípulas diminutas, caducas. Inflorescencia en racimos axilares de pocas flores, los pedicelos articulados, sostenidos por una bráctea; flores unisexuales, las flores estaminadas con 14-15 sépalos; sépalos ovado-acuminados, ciliadas, de 1.5-2.0 mm de largo, el disco con glándulas cortas entre los estambres; estambres 60-85, las flores pistiladas con 7-9 sépalos; ovario súpero, con 6-8 placentas intrusas, rodeado de glándulas y algunos estaminodios, los óvulos numerosos, el estilo corto, los estigmas 6-8. Fruto verdes globosos semejantes a una manzana, de 4-7 cm de diámetro, el pericarpo óseo; semillas numerosas, planas, de 0.8-1 cm de largo, 4 mm de largo, 0.8 mm de grosor, el endospermo copioso, los cotiledones foliáceos, el embrión recto.

## Distribución y ambiente
Bosque caducifolio, bosque mesófilo de montaña. 1000-1600 m s. n. m. México (Chiapas y Veracruz), Guatemala, Honduras, El Salvador, Nicaragua.

## Estado de conservación
En las propuestas y modificaciones al Proyecto de Norma Oficial Mexicana PROY-NOM-059-ECOL-2000, Protección ambiental -Especial nativas de México de flora y fauna silvestre-Categoría de riesgo y especificaciones para su inclusión, exclusión o cambio-Lista de especies en riesgo se propone que Olmediella betschleriana sea considerada como una especie en estado de Amenazada por destrucción de hábitat.